# Джеффрис, Джим
Джефф Джеймс Ньюджент (англ. Geoff James Nugent, род. 14 февраля 1977) — австралийский комик в жанре стендап, актёр и сценарист, известный под псевдонимом Джим Джеффрис (англ. Jim Jefferies, Jim Jeffries).

## Биография
Родился в австралийском городе Перт, штат Западная Австралия, изначально взял сценический псевдоним Джим Джеффрис (Jim Jeffries), но внёс изменения в фамилию Jefferies, чтобы избежать путаницы с аналогичным американским комиком.
Джеффрис получил первое международное внимание после того, как он подвергся нападению на сцене во время выступления в Manchester Comedy Store. Джим включил этот инцидент на свой DVD «Контрабанда» 2008 года. Джеффрис стал широко известен в США после его дебютного спешела на телеканале HBO.
Джеффрис выступал на многочисленных фестивалях, в том числе Edinburgh Fringe, Just for Laughs Festival, South African Comedy Festival в Кейптауне, Reading and Leeds Festivals и Glastonbury Festival. Джим появлялся на британских комедийных шоу, таких как Never Mind the Buzzcocks, Have I Got News for You, The Heaven and Earth Show и 8 Out of 10 Cats, и на американском шоу The Green Room with Paul Provenza. Джеффрис также выступал на The World Stands Up, Comedy Blue и Edinburgh and Beyond для телеканала Comedy Central. Он также участвовал в различных радио программах, в том числе в субботнем утреннем спортивном шоу на BBC Radio 5 Live, Opie and Anthony и Fighting Talk.
Джеффрис вёл подкаст Jim and Eddie Talkin' Shit два раза в неделю со своими другом комиком Эдди Иффтом. Подкаст записывался дома у Иффта в Лос-Анджелесе. В декабре 2012 года Джим покинул подкаст из-за занятости в съёмках своего почти биографического сериала «В норме» (Legit).
Комедийный сериал Джеффриса «В норме» стартовал 17 января 2013 года на телеканале FX. Второй сезон начался 26 февраля 2014 года и был перенесён на FXX. Сериал получил положительные отзывы среди сообщества инвалидов за изображение людей с умственными и физическими недостатками. Сериал был закрыт после двух сезонов, даже несмотря на поданную Джимом петицию о продлении на ещё один сезон.
В феврале 2014 года Джеффрис сыграл главную роль в низкобюджетном австралийской фильме «Я и мои друзья против зомби-апокалипсиса» (Me and My Mates vs. The Zombie Apocalypse) вместе с австралийскими комиками Грегом Флитои и Алексом Уильямсоном, премьера картины на родине состоялась 25 июля 2015 года. Фильм был выпущен на DVD и на Vimeo в Австралии и Новой Зеландии в конце 2015 года, в Великобритании — 2 мая 2016 года, в США — 5 июля 2016 года.

## Личная жизнь
По состоянию на январь 2013 года Джеффрис находился в отношениях с актрисой Кейт Лайбен. Но вскоре пара рассталась.  У пары есть сын, Хэнк, родившийся в ноябре 2012. Джеффрис называет себя атеистом. В 2018 году Джим стал гражданином США. 

## Стендап спешлы
- В ад (Hell Bound) — Live в The Comedy Store London, выпущен 2008 год
- Контрабанда (Contraband) — выпущен 10 ноября 2008 года (UK Home Video)
- Клянусь Богом (I Swear to God) — показан 16 мая 2009 года; выпущен 13 октября 2009 года (US Home Video)
- Алкохолокост (Alcoholocaust) — выпущен 8 ноября 2010 года (Comedy Central UK DVD)
- В идеальном состоянии (Fully Functional) — выпущен в октябре 2012 года
- Неприкрытый (Bare) — выпущен 29 августа 2014 года
- Тупая свобода (FreeDumb) — выпущен 1 июля 2016 года
- Так и живём (This is Me Now) — выпущен в 2018 году
- Нетерпимый (Intolerant) - выпущен в 2020 году
- Пьяный без вина (High & dry) — выпущен в 2023 году

## Фильмография
| Год       | Название                                                                            | Роль             | Примечание                                                        |
| --------- | ----------------------------------------------------------------------------------- | ---------------- | ----------------------------------------------------------------- |
| 2004      | Последние авантюристы / The Last Chancers                                           | Уоппит           |                                                                   |
| 2007      | Комедийная нарезка / Comedy Cuts                                                    | Разные роли      |                                                                   |
| 2013      | Порочная любовь / Tainted Love                                                      | Священник        |                                                                   |
| 2013-2014 | В норме / Legit                                                                     | Джим Джеффрис    | 26 эпизодов. Также создатель, сценарист и исполнительный продюсер |
| 2014      | Плохая судья / Bad Judge                                                            | Кит              | 1 эпизод                                                          |
| 2014      | Библиотекари / The Librarians                                                       | Британский Санта | 1 эпизод                                                          |
| 2014      | Я и мои друзья против зомби-апокалипсиса / Me and My Mates vs the Zombie Apocalypse | Джоэль           |                                                                   |
| 2016      | Не безопасно с Никки Глейзер / Not Safe with Nikki Glaser                           | В роли себя      |                                                                   |
| 2016      | Так и гонять лысого / Punching Henry                                                | Чарли            |                                                                   |
| 2017      | Убить Хассельхоффа / Killing Hasselhoff                                             | Томми            |                                                                   |
| 2017-2019 | Шоу Джима Джеффриса / The Jim Jefferies Show                                        | В роли себя      | Также создатель, сценарист и исполнительный продюсер              |
| 2025      | Ему / Him                                                                           | TBA              | пост-продакшн                                                     |